# Salix floderusii
Salix floderusii är en videväxtart som beskrevs av Takenoshin Nakai. Salix floderusii ingår i släktet viden, och familjen videväxter. Inga underarter finns listade i Catalogue of Life.